# Debbie Greene
Debbie Greene, född 24 februari 1962, är en friidrottare från Bahamas. Hon deltog vid olympiska sommarspelen 1984.